# スタッテ
スタッテ（イタリア語: Statte）は、イタリア共和国プッリャ州ターラント県にある、人口約1万4000人の基礎自治体（コムーネ）。
県都ターラントの北に隣接する。もともとターラント市の一部であったが、1993年5月に独立のコムーネとなった。

## 地理

### 位置・広がり

#### 隣接コムーネ
隣接するコムーネは以下の通り。
- クリスピアーノ - 北
- モンテメーゾラ - 東
- ターラント - 南
- マッサフラ - 西